# Tram van Leeds
De tram van Leeds was een tramnetwerk in de regio Leeds in het Verenigd Koninkrijk. Het werd in 1871 geopend en bestond op het hoogtepunt uit diverse lijnen die van het centrum van Leeds uitwaaierden. Enkele lijnen maakten gebruik van voormalige spoortrajecten, hoewel men er niet samen reed met treinen zoals bij de Stadtbahn van Karlsruhe. Het netwerk begon met paardentrams en vanaf 1880 ook stoomtrams, maar in 1891 kreeg Leeds de eerste elektrische tramlijn van het land. Ondanks flinke investeringen in de infrastructuur in de 15 jaar voorafgaand aan de sluiting en uitgebreide plannen, sloot de laatste lijn in 1959. Verschillende trams worden tentoongesteld in het trammuseum te Crich en sommige rijden nog.

## Opwaardering
Na studiereizen in Zweden en Boston introduceerde W. Vane Morland het semimetro-concept in 1944 in Leeds. Zo werden snelle tramlijnen naar het zuiden en oosten gerealiseerd en plannen gemaakt om deze aan te sluiten op tramtunnels in de binnenstad. In het centrum was een ondergronds overstapstation gepland en er vonden zelfs proefboringen plaats.
In 1949 was het politieke klimaat in Leeds nog steeds erg pro-tram, omdat men van mening was dat bussen alleen de grote vraag naar openbaar vervoer langs de smalle straten van het centrum van Leeds niet aankonden. Er kwam nog een uitbreiding tot stand om de eindpunten in Middleton en Belle Isle met elkaar te verbinden. Dit was de laatste grote tramuitbreiding in Groot-Brittannië maar desondanks werd het traject tien jaar later alweer opgeheven.

## Herintroductie

### Leeds Supertram
In 2003 werd begonnen met de voorbereidende werkzaamheden voor een gepland nieuw tramnet van 3 lijnen waarbij werkzaamheden werden gestart op City Square, rond de kruising van de A61 South Accommodation Road en de A639 Hunslet Road. Nadat de geplande kosten te veel stegen, werd het werk gestaakt. Later werd gedacht aan een trolleybusnet, dat de stad al van 1911-1928 bezat. Door met name financiële problemen werd het besluit tot aanleg in 2016 uiteindelijk herroepen, er was 70 miljoen pond uitgegeven aan zowel de Supertram als trolleybus.

### West Yorkshire tram
In maart 2024 werd na jarenlange studie de eerste fase van de West Yorkshire tram gepresenteerd. Het gaat om een plan met een tramlijn tussen Bradford en Leeds en een tweede van Leeds naar winkelcentrum White Rose. In een volgende fase wordt gedacht aan een lijn naar Dewsbury. Volgens de planning kan de bouw van het 2 miljard pond kostende project in 2028 starten. Leeds is de grootste stad in West-Europa zonder eigen openbaar vervoer via rail.

## Galerij

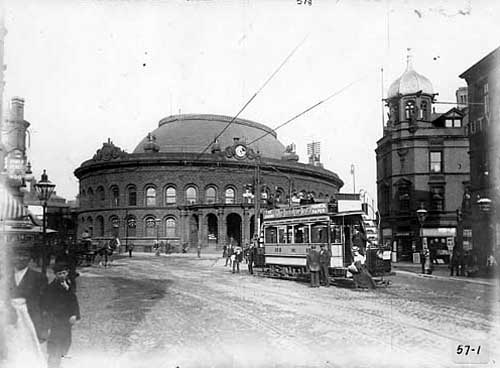
Tram voor de Corn Exchange.
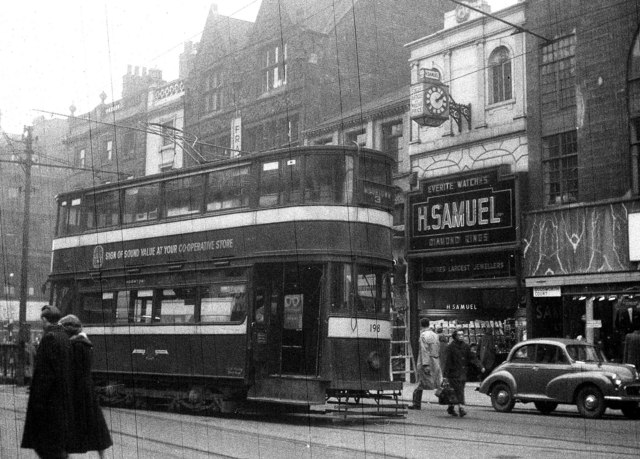
Tram in de Briggate.
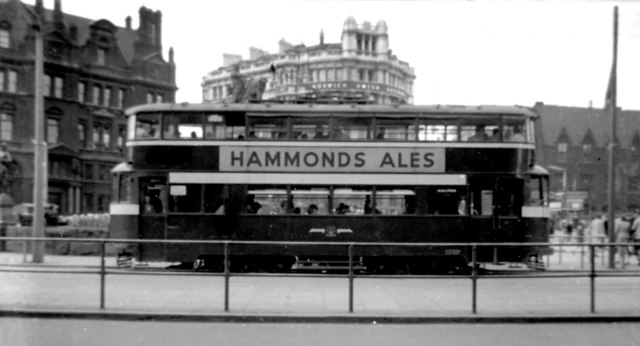
Londense Feltham-tram.
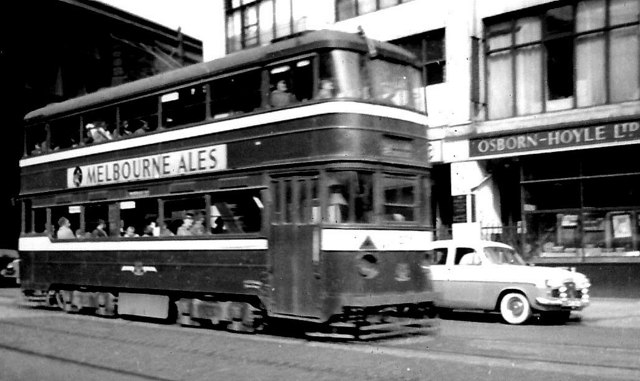
"Balloon car".
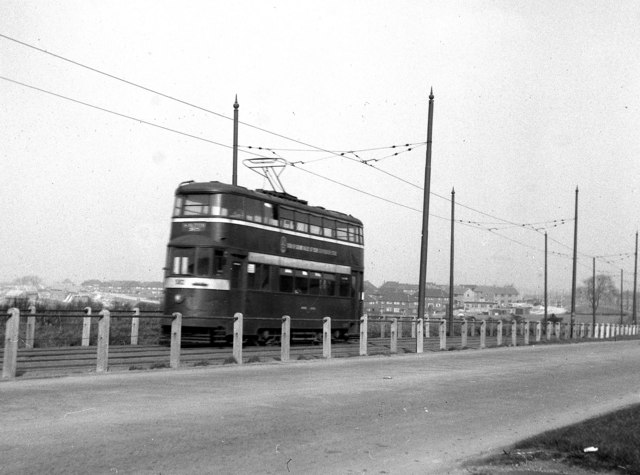
Tram op de in 1949 geopende lijn.
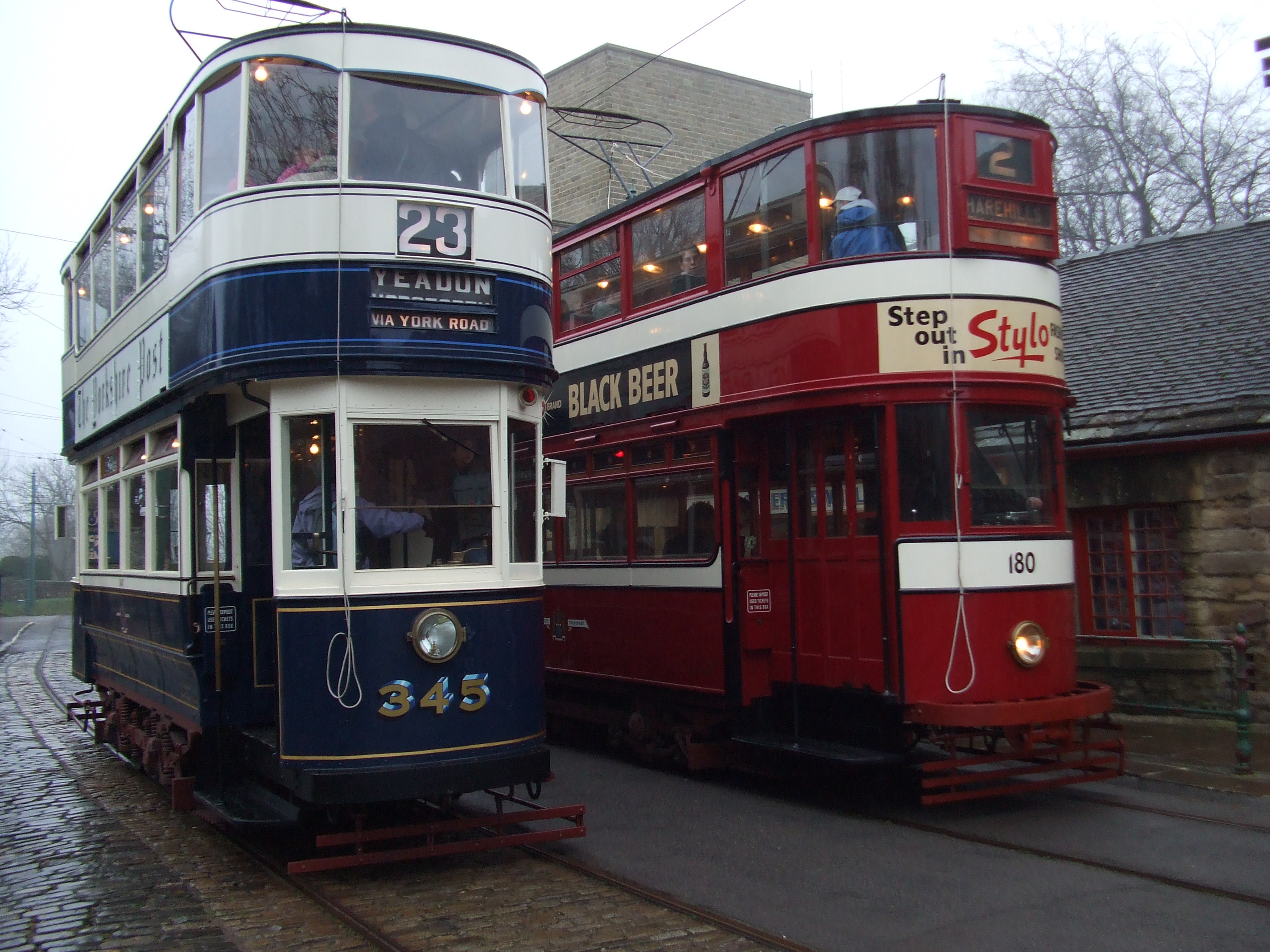
Museumtrams №180 en №345.